# امیشان
امیشان (峨眉山市) شهری در جمهوری خلق چین است.